# ويل موريسي
ويل موريسي (بالإنجليزية: Will Morrissey)‏ هو كاتب أغاني وكاتب مسرحي وشاعر أمريكي، ولد في 17 أغسطس 1887، وتوفي في 16 ديسمبر 1957.

## وصلات خارجية
- ويل موريسي على موقع قاعدة بيانات برودواي على الإنترنت (الإنجليزية)
- ويل موريسي على موقع قاعدة بيانات برودواي على الإنترنت (الإنجليزية)